# (535) Montague
(535) Montague – planetoida z pasa głównego asteroid okrążająca Słońce w ciągu 4 lat i 44 dni w średniej odległości 2,57 j.a. Została odkryta 7 maja 1904 roku przez w Landessternwarte Heidelberg-Königstuhl w Heidelbergu przez Raymonda Dugana. Nazwa planetoidy pochodzi od miasta Montague w Massachusetts, miejsca urodzenia odkrywcy. Przed nadaniem nazwy planetoida nosiła oznaczenie tymczasowe (535) 1904 OC.